# Cedrick Mabwati
Cedrick Mabwati  est un footballeur international congolais né le 8 mars 1992 à Kinshasa. Il évolue au poste de milieu offensif au CD Acero.

## Biographie

### En club
Natif de Kinshasa, la capitale de la RD Congo, sa famille déménage en Espagne dans la ville de Salamanque alors qu'il est âgé de 12 ans, fuyant les conflits dont souffrait leur pays d'origine. Il commence à jouer au football à l'école et s'inscrit par la suite au club de l'UD Santa Marta. Il est vite repéré par l'Atlético de Madrid et rejoint le centre de formation du club de la capitale espagnole à l'âge de 14 ans.

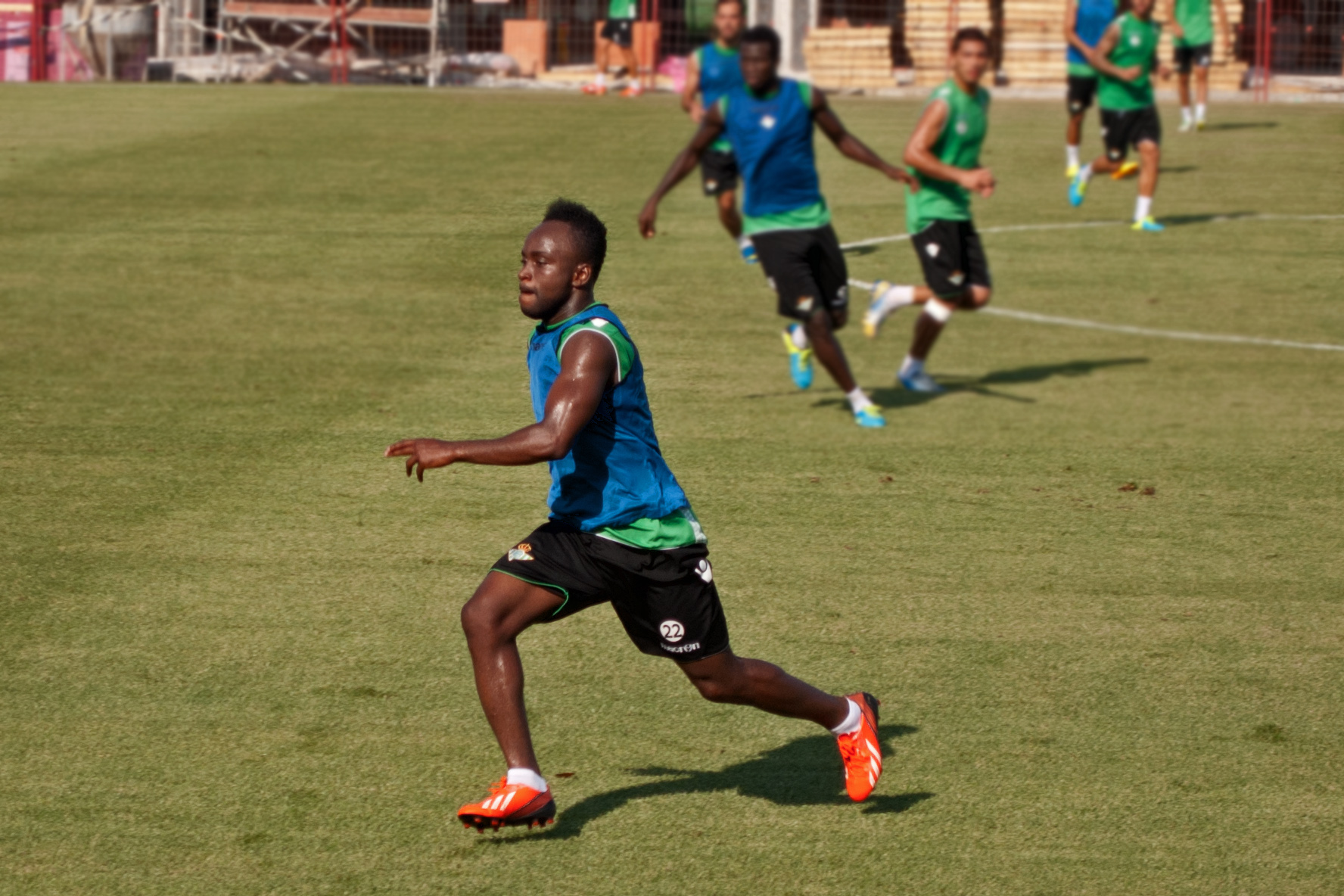
en 2013 au Real Betis

Après avoir fait ses débuts avec les Colchoneros en janvier 2010 en Coupe du Roi contre le Recreativo de Huelva en entrant en jeu. Il fut par la suite rapidement prêté au club de Numancia en deuxième division, qui finalise le transfert du jeune Congolais l'année suivante. Après deux saisons convaincantes en Liga Adelante, il signe au Betis Séville, promu en première division, qui achète le jeune Congolais pour une clause libératoire de 1,21 euro ! Après avoir disputé 24 matches en Liga, et la nouvelle relégation du club andalou, il est prêté en août 2014 au club d'Osasuna, également relégué.
Le 30 janvier 2015, il est transféré au Crew SC de Columbus en MLS.

### En équipe nationale
Après avoir évolué avec les U20 congolais, il est convoqué à partir de septembre 2014 par le nouvel entraîneur des Léopards, Florent Ibenge, lors des éliminatoires de la CAN 2015. Si une défaite contre le Cameroun vient ternir sa première sélection, la deuxième sera plus heureuse pour le jeune ailier, car il offre une passe décisive à Jérémy Bokila, scellant la victoire 2-0 des Congolais contre la Sierra Leone.

## Palmarès

### En sélection
- RD Congo
  - Coupe d'Afrique des nations :
    - Troisième : 2015.